# Fragmento continental
Los fragmentos de la corteza continental, en parte sinónimo de microcontinentes, son fragmentos de continentes que se han desprendido de las principales masas continentales para formar distintas islas que a menudo se encuentran a varios cientos de kilómetros de su lugar de origen.

## Causas
Los fragmentos continentales y las composiciones de la corteza de los microcontinentes son muy similares a las de la corteza continental regular. El proceso de ruptura que causó la formación de los fragmentos continentales probablemente impacte sus capas y el espesor general junto con la adición de intrusiones máficas a la corteza. Los estudios han determinado que el espesor promedio de la corteza de los fragmentos continentales es de aproximadamente 24.8 ± 5.7 kilómetros. La capa sedimentaria de fragmentos continentales puede tener hasta 5 km de espesor y puede superponerse a dos o tres capas de la corteza. Los fragmentos continentales tienen una densidad media de la corteza de 2.81 g/cm3, lo que es muy similar a la de la corteza continental típica.
Las zonas de fallas de desgarre provocan la fragmentación de los microcontinentes. Las zonas unen las zonas de extensión donde las piezas continentales ya están aisladas a través de los puentes continentales restantes. Además, facilitan el adelgazamiento rápido de la corteza a través de zonas estrechas y fallas casi verticales dominadas por deslizamiento de desgarre. Desarrollan patrones de bloques de fallas que cortan la porción del continente en astillas separables. Los fragmentos continentales están ubicados en varios ángulos desde sus fallas transformantes.

## Historia
Algunos microcontinentes son fragmentos de Gondwana u otros continentes cratónicos antiguos; algunos ejemplos incluyen Madagascar; la meseta de las Mascareñas, que incluye el microcontinente Seychelles; y la isla de Timor. Otras islas, como varias en el mar Caribe, también están compuestas en gran parte de roca granítica, pero todos los continentes contienen corteza granítica y basáltica, y no existe una línea divisoria clara entre islas y microcontinentes bajo tal definición. La meseta Kerguelen es una gran provincia ígnea formada por un punto caliente volcánico; sin embargo, se asoció con la ruptura de Gondwana y estuvo durante un tiempo sobre el nivel del agua, por lo que se considera un microcontinente, aunque no un fragmento continental. Otras islas de puntos calientes, como el archipiélago de Hawái e Islandia, no se consideran microcontinentes ni fragmentos continentales. No todas las islas pueden considerarse microcontinentes: Borneo, las islas británicas, Terranova y Ceilán, por ejemplo, se encuentran dentro de la plataforma continental de un continente adyacente, separadas del continente por mares interiores que inundan sus márgenes.
Varias islas del archipiélago de Indonesia oriental se consideran fragmentos continentales, aunque esta designación es controvertida. El archipiélago alberga numerosos microcontinentes con geología y tectónica complejas. Esto hace que sea complicado clasificar las masas de tierra y determinar la causalidad de la formación de la masa de tierra. Estos incluyen el sur de Bacan, Banggai-Joló (Célebes), el complejo Buru-Ceram-Ambon (Molucas), Obi, Sumba y Timor (Nusa Tenggara).

## Lista de fragmentos continentales y microcontinentes

### Fragmentos continentales (piezas de Pangea más pequeñas que Australia)
- Meseta de las Azores
- Monte submarino de Bollons
- Meseta de Tasmania Oriental
- Monte submarino de Gilbert
- Microcontinente de Jan Mayen
- Madagascar
- Meseta de las Mascareñas

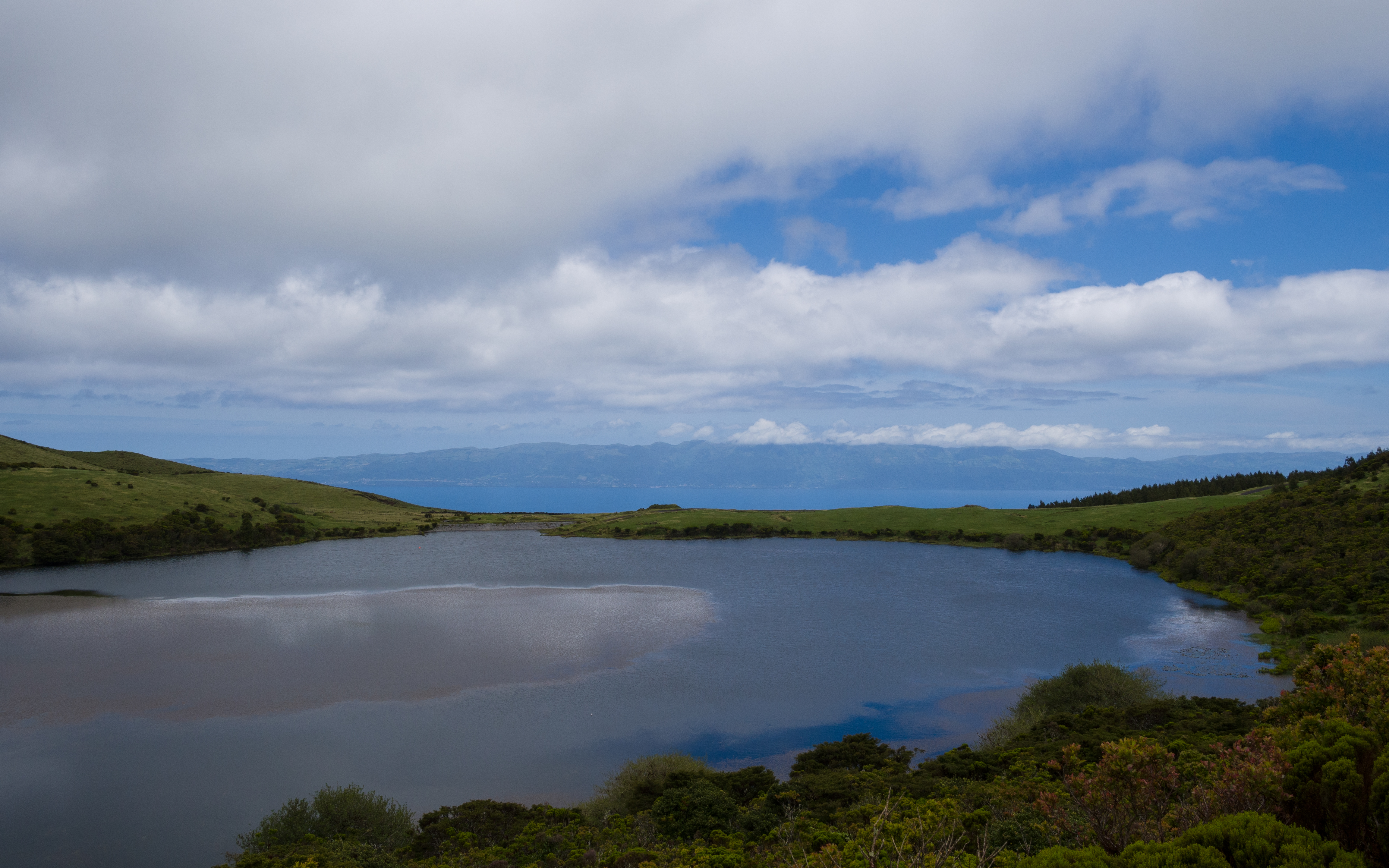
Meseta de Azores, un fragmento continental ubicado en el océano Atlántico Norte

  - Microcontinente de las Seychelles
- Mauritia
- Partes de la meseta de Wallaby
- Posiblemente Sumba, Timor y otras islas del este de Indonesia; Célebes se formó a través de la subducción de un microcontinente
- Rockall — islote rocoso inhabitado situado en el Océano Atlántico Norte bajo soberanía británica, disputado por Irlanda, Islandia y Dinamarca.
- Socotra — archipiélago al este de África y al sur del Medio Oriente perteneciente a Yemen[11]
- Microcontinente de las Orcadas del Sur[12]
- Zelandia — continente cuasisumergido; parte de Oceanía

### Otros microcontinentes (formados después de Pangea)
- Barbados — país en América insular
- Cuba, La Española, Jamaica y otras islas graníticas del Caribe
- Meseta Kerguelen